# Маунтін-В'ю (Арканзас)

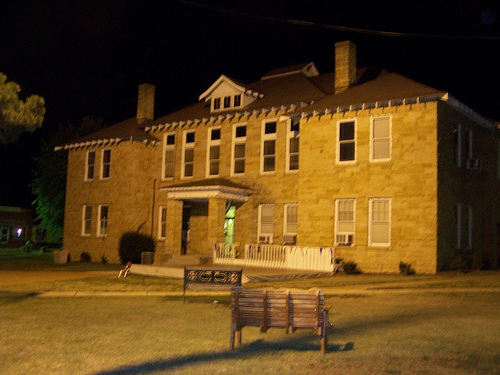
Будівля окружного суду, розташоване в місті

Маунтін-В'ю (англ. Mountain View) — місто (англ. city) в США, в окрузі Стоун штату Арканзас, адміністративний центр округу. Населення — 2877 осіб (2020).
У Маунтін-В'ю народився Дік Пауелл американський співак, актор та продюсер.

## Географія
Маунтін-В'ю розташований на висоті 232 метра над рівнем моря за координатами 35°52′5″ пн. ш. 92°6′7″ зх. д. / 35.86806° пн. ш. 92.10194° зх. д. (35.867917, -92.102012).  За даними Бюро перепису населення США в 2010 році місто мало площу 18,66 км², з яких 18,65 км² — суходіл та 0,01 км² — водойми.

## Демографія
Згідно з переписом 2010 року, у місті мешкало 2748 осіб у 1287 домогосподарствах у складі 715 родин. Густота населення становила 147 осіб/км².  Було 1533 помешкання (82/км²). 
Расовий склад населення:
| - 97,2 % — білих - 0,5 % — азіатів - 0,2 % — корінних американців - 0,2 % — чорних або афроамериканців |

До двох чи більше рас належало 1,2 %. Іспаномовні складали 1,4 % від усіх жителів.
За віковим діапазоном населення розподілялося таким чином: 17,7 % — особи молодші 18 років, 50,2 % — особи у віці 18—64 років, 32,1 % — особи у віці 65 років та старші. Медіана віку мешканця становила 51,4 року. На 100 осіб жіночої статі у місті припадало 79,8 чоловіків;  на 100 жінок у віці від 18 років та старших — 78,0 чоловіків також старших 18 років.
Середній дохід на одне домашнє господарство  становив 28 550 доларів США (медіана — 23 750), а середній дохід на одну сім'ю — 38 308 доларів (медіана — 30 161). За межею бідності перебувало 35,4 % осіб, у тому числі 44,8 % дітей у віці до 18 років та 18,3 % осіб у віці 65 років та старших.
Цивільне працевлаштоване населення становило 785 осіб. Основні галузі зайнятості: роздрібна торгівля — 19,6 %, виробництво — 17,6 %, мистецтво, розваги та відпочинок — 16,2 %.
За даними перепису населення 2000 року в Маунтін-В'ю проживало 2876 осіб, 792 родини, налічувалося 1287 домашніх господарств і 1450 житлових будинків. Середня густота населення становила близько 163 осіб на один квадратний кілометр. Расовий склад Маунтін-В'ю за даними перепису розподілився таким чином: 96,97 % білих, 0,94 % — корінних американців, 0,03 % — вихідців з тихоокеанських островів, 1,74 % — представників змішаних рас, 0,31 % — інших народів. Іспаномовні склали 1,7 % від усіх жителів міста.
З 1287 домашніх господарств в 23,8 % — виховували дітей віком до 18 років, 50,7 % представляли собою подружні пари, які спільно проживали, в 9,2 % сімей жінки проживали без чоловіків, 38,4 % не мали сімей. 35,7 % від загального числа сімей на момент перепису жили самостійно, при цьому 19,0 % склали самотні літні люди у віці 65 років та старше. Середній розмір домашнього господарства склав 2,13 особи, а середній розмір родини — 2,72 особи.
Населення міста за віковим діапазоном за даними перепису 2000 року розподілилося таким чином: 20,2 % — жителі молодше 18 років, 7,2 % — між 18 і 24 роками, 20,7 % — від 25 до 44 років, 26,3 % — від 45 до 64 років і 25,7 % — у віці 65 років та старше. Середній вік мешканця склав 47 років. На кожні 100 жінок в Маунтін-В'ю припадало 81,1 чоловіків, у віці від 18 років та старше — 80,3 чоловіків також старше 18 років.
Середній дохід на одне домашнє господарство в місті склав 19 302 долара США, а середній дохід на одну сім'ю — 27 589 доларів. При цьому чоловіки мали середній дохід в 20 000 доларів США на рік проти 16 790 доларів середньорічного доходу у жінок. Дохід на душу населення в місті склав 17 375 доларів на рік. 10,2 % від усього числа сімей в окрузі і 17 % від усієї чисельності населення перебувало на момент перепису населення за межею бідності, при цьому 19,1 % з них були молодші 18 років і 11,7 % — у віці 65 років та старше.

## Стихійні лиха
За свою історію місто двічі страждало від торнадо.
- 14 квітня 1996 торнадо категорії F4 за шкалою Фудзіти убило двох людей
- 5 лютого 2008 торнадо категорії EF4 завдало серйозного збитку місту

## Персоналії
- Дік Пауелл (1904-1963) — американський актор, продюсер, кінорежисер та співак.